# Francisco Rolando Silva
Francisco Rolando Silva Fernández (Montevideo, Uruguay, 26 de abril de 1983) es un futbolista uruguayo, nacionalizado chileno, que juega como Mediocampista y su condición actual es de agente libre.

## Trayectoria
Silva debutó en el histórico club uruguayo Central Español el año 2003, para permanecer hasta 2009 luego de jugar casi 90 partidos y marcar la no despreciable cifra, para un volante de contención, de 7 goles. Ese mismo año cambia de equipo y se suma al plantel del Liverpool de Montevideo, en donde solo estuvo medio año y jugó 2 partidos. Después comenzaría una carrera en Chile.
En 2010 llega a Cobreloa por un año, con un buen registro de 21 partidos y dos goles anotados. Para el siguiente año es fichado por Everton, reciente descendido a la Primera B. En aquel campaña Everton consigue de forma brillante el Campeonato de Clausura y se clasifica para la definición con Rangers, por un ascenso a la Primera División. El elenco viñamarino no logra superar a los rojinegros, por lo que debieron buscar nuevamente subir de categoría mediante la Liguilla de Promoción, disputa contra Unión San Felipe, pero el segundo y último intento de la temporada no es favorable y el Tato y su equipo deben resignarse a jugar en la Primera B por un año más.
Pero lo que les fue esquivo la temporada pasada, fue lograda en esta, ya que en el torneo de Primera B 2012, el elenco ruletero se clasifica nuevamente a la Liguilla de Promoción, disputada contra la Universidad de Concepción, y después del triunfo 1-3 en el Estadio Municipal de Concepción, los oro y cielo consiguen el ascenso a la máxima categoría del fútbol chileno. Silva se mantiene en el equipo hasta mediados de 2013 para irse a San Marcos de Arica, donde logra de la mano de Luis Marcoleta el primer lugar del campeonato de Primera B 2013-2014, y por tanto el ascenso directo a la Primera División.
Para la temporada 2014-15 Silva regresa a Everton, de nuevo en Primera B, y luego de tener una destacada participación, solo consiguen el tercer lugar de la tabla general, muy lejos del único ascendido San Luis de Quillota. A mediados del 2015, el Tato se incorpora a Curicó Unido, consiguiendo ser un pilar fundamental en el subcampeonato de la Primera B 2015-16, y del campeonato y ascenso en la Primera B 2016-17, con goles como el que convirtió ante Unión La Calera en el Estadio La Granja el 3 de abril de 2017, que le dio el triunfo a Curicó y lo dejó a un paso del título, que selló en la siguiente fecha.
En 2019 llega a Rangers de Talca a pesar de haber sido oficializado por Deportes La Serena, ese mismo año logra una importante regularidad, a pesar de los tres entrenadores que pasaron por el club durante el año, llegando a ser uno de los jugadores con mayor cantidad de partidos disputados. Al año siguiente, con la llegada de Luis Marcoleta, técnico con el que estuvo durante su estadía en Curicó Unido, se esperaba que subiera el nivel tal como fue en el club tortero. Si bien participa en gran parte de los encuentros, sobre todo en la primera mitad del campeonato, no consigue un nivel tan destacable como lo fue en años anteriores.

## Clubes
- Actualizado al 23 de febrero del 2021

| Club                    | País    | Año             | PJ  | Anotado |
| ----------------------- | ------- | --------------- | --- | ------- |
| Central Español         | Uruguay | 2003 - 2009     | 88  | 7       |
| Liverpool               | Uruguay | 2009            | 2   | 0       |
| Cobreloa                | Chile   | 2010            | 21  | 2       |
| Everton de Viña del Mar | Chile   | 2011 - 2013     | 62  | 4       |
| San Marcos de Arica     | Chile   | 2013 - 2014     | 34  | 2       |
| Everton de Viña del Mar | Chile   | 2014 - 2015     | 29  | 3       |
| Curicó Unido            | Chile   | 2015 - 2018     | 84  | 5       |
| Rangers de Talca        | Chile   | 2019 - Presente | 47  | 0       |
| Total                   | Total   | Total           | 367 | 23      |

## Palmarés

### Campeonatos nacionales
| Título    | Club                | País  | Año     |
| --------- | ------------------- | ----- | ------- |
| Primera B | San Marcos de Arica | Chile | 2013-14 |
| Primera B | Curicó Unido        | Chile | 2016-17 |